# Commewijne (rio)
Rio Commewijne é um rio localizado no norte do Suriname, com cerca de 117 quilômetros de extensão. Nasce na selva, a mais de 160 quilômetros a sudeste de Paramaribo, e serpenteia para noroeste até receber o sinuoso Rio Cottica, vindo do leste. Em seguida, corre para oeste até se juntar ao estuário do Rio Suriname, que flui para o norte, em Nieuw Amsterdam, cerca de 16 quilômetros abaixo de Paramaribo. Após esse ponto, os rios combinados percorrem cerca de 30 quilômetros até desaguarem no Oceano Atlântico. O Commewijne possui uma bacia hidrográfica de aproximadamente 6.600 quilômetros quadrados.
Historicamente, o rio teve grande importância para a navegação. Ele atravessa regiões de relevância histórica e econômica, especialmente no distrito de Commewijne, conhecido por antigas plantações coloniais. Navios oceânicos navegavam pelo rio, e grandes barcaças com bauxita eram transportadas de Moengo, a leste, até a confluência com o rio Suriname; de lá, seguiam para o sul, via Paramaribo, até a refinaria de Paranam e para Trindade e os Estados Unidos. Jangadas com madeira de lei tropical também eram levadas até Paramaribo, capital do Suriname. Atualmente, a bauxita de Moengo está esgotada, e a madeira de lei é transportada principalmente por caminhões. Navios oceânicos ainda navegavam no rio até 1986. Hoje, há tráfego fluvial regular envolvendo moradores locais e turistas.

## Etimologia
O rio Commewijne era conhecido nos séculos XVI e XVII como "Camaiwini" e "Cammawini". O nome atual, "Commewijne", provavelmente deriva das palavras aruaques "kama" (anta) e "wini" (água ou rio).

## História
Muitas plantações existiram ao longo do rio, principalmente de cana-de-açúcar. Café e cacau também foram cultivados, mas a produção caiu após a abolição da escravidão no Suriname em 1863. Atualmente, o café arábico ainda é cultivado na plantação de Katwijk. Há também alguma atividade pecuária e pesca. A antiga plantação de Courcabo, dedicada à cana-de-açúcar, localizava-se próxima a Stolkertsijver. A plantação de Alkmaar, também às margens do rio Commewijne, era igualmente conhecida pelo cultivo da cana.